# Marienaltar (Torcé)

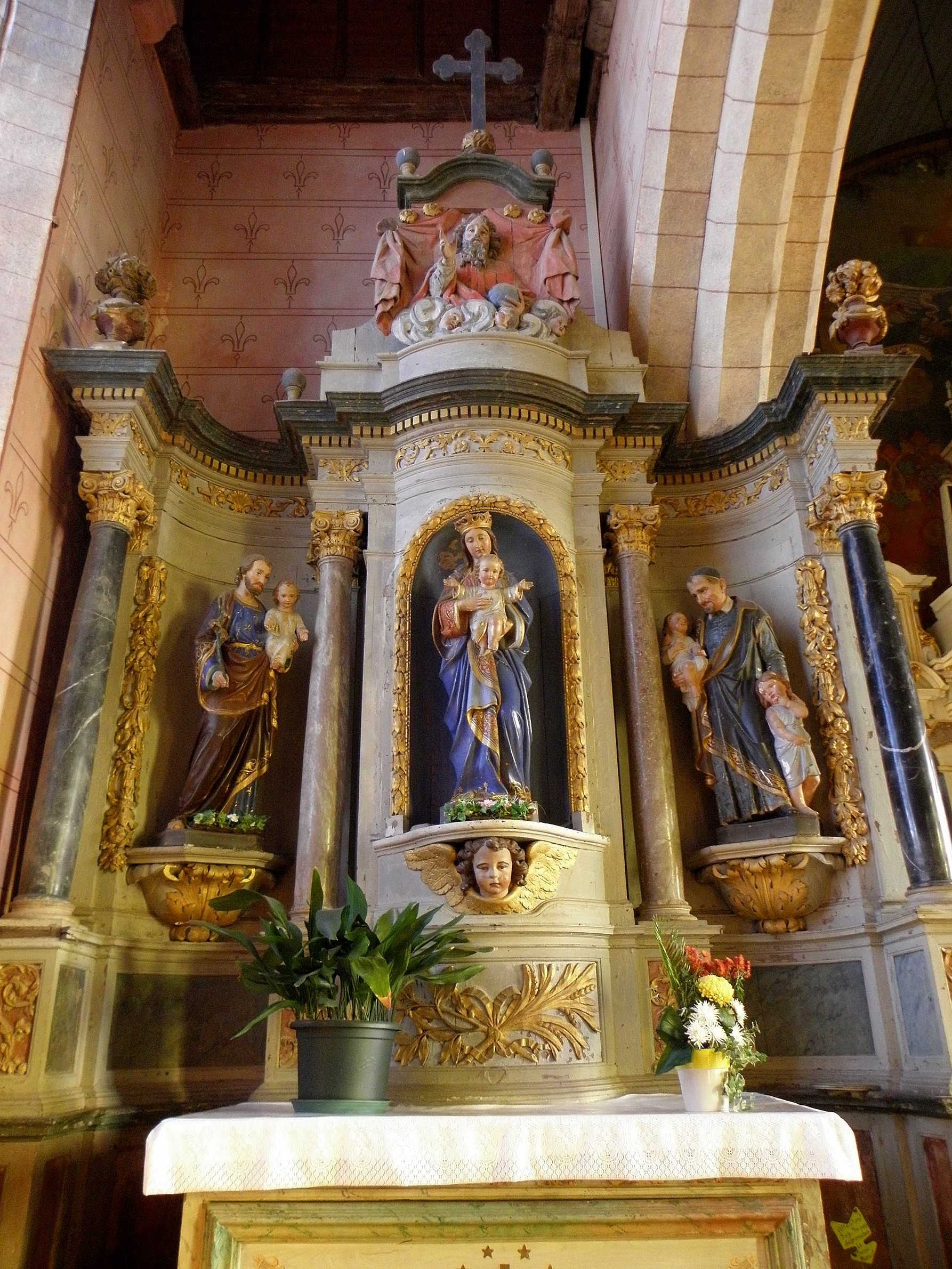
Marienaltar in Torcé

Der Marienaltar in der katholischen Kirche St-Médard in Torcé, einer französischen Gemeinde im Département Ille-et-Vilaine in der Region Bretagne, wurde im 17. Jahrhundert geschaffen. Der Altar mit Retabel wurde 1968 als Monument historique in die Liste der Baudenkmäler in Frankreich aufgenommen.
Der hölzerne Altar im nördlichen Querhausarm besitzt ein Retabel mit vier korinthischen Säulen, die drei Nischen mit Skulpturen rahmen. Links steht eine Skulptur des heiligen Joseph mit dem Jesuskind auf dem Arm und einer Lilie in der Hand, als Zeichen der Keuschheit, rechts außen steht der heilige Vinzenz von Paul mit zwei kleinen Kindern und in der Mitte Maria, die Jesus in den Händen hält, der mit ausgebreiteten Armen dargestellt ist.
Über den beiden äußeren Säulen stehen Blumenvasen und im Auszug thront der segnende Gottvater mit der Weltkugel in der Hand, der von Engeln umgeben wird. 